# خاویر ارسو
خاویر ارسو (انگلیسی: Javier Eraso؛ زادهٔ ۲۲ مارس ۱۹۹۰) بازیکن فوتبال اهل اسپانیا است.
از باشگاه‌هایی که در آن بازی کرده‌است می‌توان به باشگاه فوتبال لگانس، باشگاه فوتبال اتلتیک بیلبائو، و باشگاه فوتبال اتلتیک بیلبائو بی اشاره کرد.
وی همچنین در تیم ملی فوتبال باسک بازی کرده‌است.